# オーストララシア骨関節学雑誌
オーストララシア骨関節学雑誌（英: Australasian Journal of Bone & Joint Medicine）は、学術雑誌の形でエルゼビアから2003年～2005年の間に発行されていた刊行物。実際は医薬品メーカーのメルクにより創刊され、同社の資金提供により発行されていた。この雑誌は査読付きの論文誌を装っていたが、実質的にはメルクの販促の道具となっていた。
この雑誌はMEDLINEには登載されておらず、自前のウェブサイトも持っていない。
2009年5月にエルゼビアは「この件については、情報開示に関する当社の高い水準が守られていなかった」と認めた。